# Myrmecomelix
Myrmecomelix es un género de arañas araneomorfas de la familia Linyphiidae. Se encuentra en Perú y Ecuador.

## Lista de especies
Según The World Spider Catalog 12.0:
- Myrmecomelix leucippus Miller, 2007
- Myrmecomelix pulcher (Millidge, 1991)